# László Rajk
László Rajk, född 8 mars 1909 i Székelyudvarhely i Kungariket Ungern (idag Rumänien), död (avrättad) 15 oktober 1949, var en ungersk politiker för Ungerska kommunistpartiet. Han var Andra ungerska republikens inrikesminister samt utrikesminister.

## Bakgrund
Hans band till kommunismen började redan i tidig ålder då han blev medlem i det ungerska kommunistpartiet KMP. Rajk blev avstängd från universitetet för sina politiska idéer och åsikter. Han deltog i partipolitiken och framgångarna blev stora, han blev medlem i det höga nationella rådet. Den 20 mars 1946 utsågs han till inrikesminister och fick ansvar för den privata kommunistiska armén i Ungern. Rajk blev omplacerad till utrikesminister den 5 maj 1948. Mátyás Rákosi, som såg Rajk som ett hot mot sin makt, bestämde sig för att anklaga honom på falska grunder och fick honom arresterad den 30 maj 1949.

## Rättegång och fängelse
László Rajk anklagades för att vara en ”socialistisk spion”, ett slags agent som skulle återupprätta kapitalism och imperialism och äventyra Ungerns självständighet.
Under sin tid i fängelset blev Rajk torterad och utlovades frikännande dom om han tog ansvar för de anklagelser som riktades mot honom. I rätten förklarade sig Rajk skyldig till samtliga anklagelser och dömdes, trots tidigare löfte, till döden. Rajk avrättades genom hängning den 15 oktober 1949.

## Åtalade vid Rajk-rättegången
- László Rajk (1909–1949), utrikesminister (avrättad)
- György Pálffy (1909–1949), löjtnant (avrättad)
- Lazar Brankov (1912–2011), ambassadråd för jugoslaviska legationen (livstids fängelse)
- Tibor Szönyi (1903–1949), ledamot av nationalförsamlingen (avrättad)
- András Szalai (1917–1949), regeringstjänsteman (avrättad)
- Milan Ognjenovich (1916), regeringstjänsteman (9 års fängelse)
- Béla Korondy (1914–1949), överste inom polisen (avrättad)
- Pál Justus (1905–1965), ledamot av nationalförsamlingen (livstids fängelse)

## Upprättelse
Efter Chrusjtjovs töväderpolitik återupprättades Rajk. Den 6 oktober 1956, kort tid innan Ungernrevolten utbröt, hedrades Rajk vid en ny återbegravningsceremoni  på begravningsplatsen Kerepesi i Budapest. Tillsammans med honom återbegravdes även György Pálffy, Tibor Szönyi och András Szalai.